# Tratado de Hadiach
O Tratado de Hadiach (polonês: ugoda hadziacka) foi um tratado assinado em 16 de setembro de 1658, em Hadiach (Hadziacz, Hadiacz, Гадяч) entre os representantes da República das Duas Nações (S. Bieniewski e K. Jewłaszewski) e os Cossacos (representados pelo Hetman Ivan Vyhovsky e o starshyna (sztarszna, de anciões) Yurii Nemyrych, idealizador do tratado e Pavlo Teteria). Foi realizado com o objetivo de elevar os cossacos e rutenos à posição de igualdade com a Polônia e a Lituânia na União polaco-lituana e com isso transformar a República das Duas Nações na República polaco-lituana-rutena (polonês: Rzeczpospolita Trojga Narodów, "República das Três Nações").

## Características

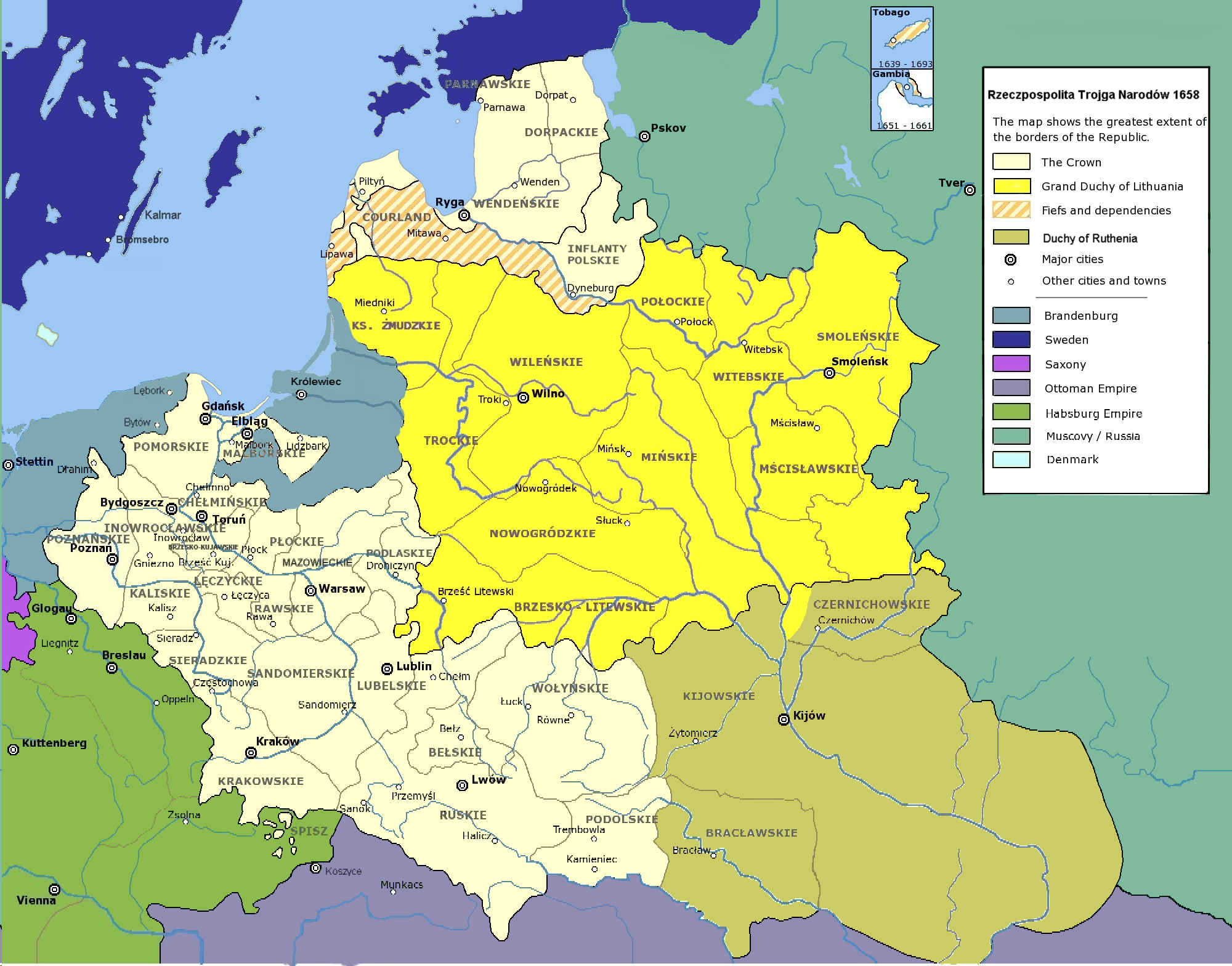
A República polaco-lituana-rutena em 1658.

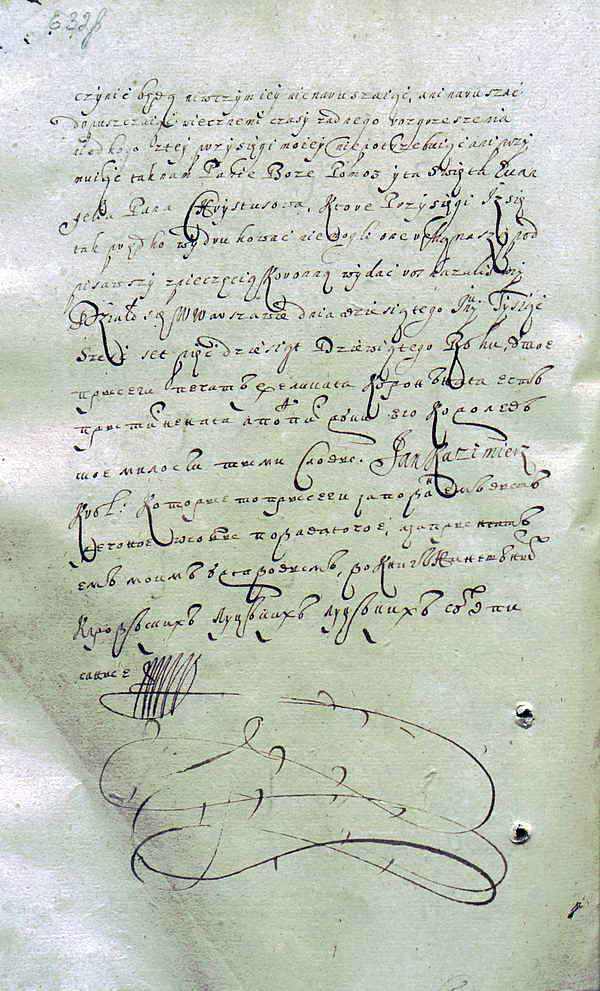
Juramento do rei polonês Jan Kazimierz no tratado de Hadiach, 10 de junho de 1659.

Os principais pontos do Tratado de Hadiach eram:
1. a criação do Principado da Rutênia ou do Grão-Principado da Rutênia (polonês: Wielkie Księstwo Ruskie) a partir da Voivodia de Czernihów, Voivodia de Quieve e Voivodia de Bracław (os negociadores cossacos tinham originalmente exigido que a Voivodia da Rutênia, Voivodia de Volínia, Voivodia de Bełz e Voivodia de Podole fossem também incluídas), que seria governado por um cossaco ataman, eleito para cargo vitalício dentre quatro candidatos indicados pelos cossacos e confirmado pelo Rei da Polônia;
2. a criação de cargos públicos rutenos, tribunal, academia (o Colégio Ortodoxo de Quieve seria elevado à condição de academia; uma segunda instituição ortodoxa de ensino superior seria fundada; bem como mais escolas e gráficas "tanto quanto fossem necessárias" seriam criadas), um sistema jurídico, de arrecadação de imposto e uma casa-da-moeda semelhantes aos já existentes na Polônia e na Lituânia;
3. o Principado estaria ligado à República por um rei comum. Só haveria um parlamento nacional (Sejm) e uma política externa;
4. a admissão no Senado da Polônia de membros eclesiásticos ortodoxos: o arcebispo (metropolita) de Quieve e outros bispos ortodoxos (de Lutske, Lviv, Peremyshl, Kholm e Mstsislau) e a elevação da religião ortodoxa e da Igreja ao mesmo nível do Catolicismo. Nenhum monastério Uniata ou igrejas seriam construídas no Principado - a União de Brest seria dissolvida no território do Principado da Rutênia;
5. a transformação em nobres dos líderes cossacos (starszyzna kozacka). A cada ano o ataman recomendaria ao rei cerca de 1;000 cossacos para receberem um título de nobreza hereditária e mais 100 cossacos de cada regimento militar também receberiam o título pessoal de nobreza.
6. a criação de um exército cossaco, com um efetivo de 30 000 cossacos registrados. Os oficiais dessas forças seriam eleitos por seus próprios membros. As próprias forças de cossacos seriam suplementadas por mais 10 000 mercenários regulares, pagos pelos impostos públicos. Nenhuma outra tropa da República seria permitida na Rutênia sem o consentimento do hetman cossaco, exceto em caso de guerra e quando elas estivessem sob o comando de um hetman cossaco;
7. a devolução das terras e propriedades para os nobres da República (szlachta), que tinham sido confiscadas pelos cossacos depois da Revolta de Chmielnicki, em 1648;
8. seria decretada uma anistia geral para crimes anteriores.

## História e importância
O historiador Andrew Wilson tem chamado este de "um dos grandes 'e se ...?' da história da Ucrânia e do Leste europeu", observando que "Se ele tivesse sido implementado, a República finalmente teria se tornado uma confederação de poloneses, lituanos e rutenos. O Estado ucraniano situado entre os dois países rivais (Polônia e Rússia) teria se tornado um dos pilares orientais da República. A expansão russa poderia ter sido refreada e a Polônia evitaria a agonia das Partições ou, talvez muito provavelmente, teria lutado por mais tempo como o 'Doente da Europa.'" (página 65)
Apesar da considerável oposição do Clero Católico Romano, o Tratado de Hadiach foi aprovado pelo rei polonês e o parlamento (Sejm) em 22 de maio de 1659. Foi uma tentativa da República para recuperar a influência sobre os territórios ucranianos, perdida depois da série de revoltas cossacas (como a Revolta de Chmielnicki) e a crescente influência da Moscóvia sobre os cossacos (com o Tratado de Pereyaslav de 1654).
O Ataman Vyhovsky conduziu as negociações com a República, especialmente depois dele ter sufocado a revolta comandada pelo coronel de Poltava, Martyn Pushkar, e de ter cortado relações com a Moscóvia por suas violações do Tratado de Pereyaslav de 1654. O Tratado de Hadiach foi, contudo, visto por muitos cossacos como 'insignificante e tardio', e eles especialmente se opuseram ao acordo para a devolução das propriedades e terras à szlachta. Depois da revolta de 1648, a República tornou-se muito impopular entre os cossacos. O povo cossaco via na Moscou ortodoxa seu aliado natural e não queriam firmar nenhuma aliança com a República. Além disso, Hadiach era mais uma transação que beneficiaria mais a elite cossaca—a "starshyna"—que queria ser reconhecida como sendo igual à nobreza polonesa. Assim, enquanto alguns cossacos, entre eles o ataman Ivan Vyhovsky apoiavam a República, muitos outros eram contra e a insatisfação cossaca continuou na Ucrânia.
A posição da República foi aos poucos se enfraquecendo devido às perdas sofridas durante a Guerra russo-polonesa (1654–1667). O Tsar se sentiu ameaçado pelo Tratado de Hadiach, que diminuiria a sua influência sobre os cossacos. Os russos viram o tratado como um ato de guerra e mesmo antes dele ser ratificado, enviaram um exército para a Ucrânia. Embora as forças polonesas sob o comando do hetman Stefan Czarniecki tivessem conseguido derrotar as forças russas na Batalha de Polonka e recapturado Wilno, em 1660, outras derrotas militares sofridas pela República, especialmente na Ucrânia, abalaram o apoio cossaco à República. Os primeiros sucessos de Vyhovsky na Batalha de Konotop em junho de 1659 não foram suficientemente decisivos e foram seguidos por uma série de derrotas. As guarnições russas na Ucrânia continuavam a resistir; um ataque zaporozhiano na Crimeia forçou os aliados tártaros de Vyhovsky a voltarem para casa e a instabilidade se instalou na região da Poltava. Finalmente, vários coronéis favoráveis à Rússia se rebelaram e acusaram Vyhovsky de "vender a Ucrânia para os poloneses".
Incapaz de continuar com a guerra, Vyhovsky desistiu da luta em outubro de 1659 e se retirou para a Polônia. A situação posteriormente ficou ainda mais complicada, quando o Império Otomano tentando obter o controle da disputa sobre a região, jogou uma fação contra a outra. Enquanto isso, a República se enfraquecia com a rokosz de Jerzy Lubomirski.
No final, a Rússia saiu vitoriosa, como visto pelo Tratado de Andrusovo, de 1667 e pela Paz Eterna, de 1686. Os cossacos ficaram sob a esfera de influência da Rússia, com bem menos privilégios dos que lhes teriam sido concedido pelo Tratado Hadiach. Ao final do século XVIII, a influência política dos cossacos foi quase que totalmente destruída pelo Império Russo.

## Segundo Tratado de Hadiach
Como consequência da Revolta de Novembro, em 1831, houve uma tentativa de se recriar o Tratado de Hadiach, com a formação da República polaco-lituana-rutena a fim de se livrar das partições da Polônia. Foi então que o brasão de armas da pretensa República foi criado. A convenção planejada em Hadiach foi declarada ilegal pelos russos, que enviaram cerca de 2000 soldados para lá com a missão de impedir que qualquer encontro ou demonstração pública ocorresse e bloquearam o acesso às pontes próximas ao local. Apesar destas precauções, uma missa e uma celebração envolvendo 15–20000 pessoas e mais de 200 padres (católicos e ortodoxos) aconteceram perto de Hadiach.